# Ousmane Sidibé
Ousmane Sidibé (* 14. Oktober 1990) ist ein senegalesischer Leichtathlet, der sich auf den 400-Meter-Hürdenlauf spezialisiert hat.

## Sportliche Laufbahn
Erste internationale Erfahrungen sammelte Ousmane Sidibé im Jahr 2015, als er bei der Sommer-Universiade in Gwangju mit 48,84 s in der ersten Runde im 400-Meter-Lauf ausschied. Anschließend belegte er bei den Afrikaspielen in Brazzaville in 3:07,73 min den sechsten Platz mit der senegalesischen 4-mal-400-Meter-Staffel. 2018 gelangte er bei den Afrikameisterschaften in Asaba mit 3:11,04 min im Finale auf Rang sechs. 2022 schied er bei den Afrikameisterschaften in Port Louis mit 53,16 s in der ersten Runde im 400-Meter-Hürdenlauf aus und anschließend kam er bei den Islamic Solidarity Games in Konya mit 52,11 s ebenfalls nicht über den Vorlauf hinaus, gelangte mit der Staffel mit 3:07,32 min aber auf Rang vier. Im Jahr darauf gewann er bei den Spielen der Frankophonie in Kinshasa in 49,58 s die Silbermedaille im Hürdenlauf hinter dem Marokkaner Saad Hinti und im Staffelbewerb gewann er in 3:03,66 min ebenfalls die Silbermedaille hinter dem marokkanischen Team. 2024 belegte er bei den Afrikaspielen in Accra in 51,43 s den siebten Platz über 400 m Hürden und verhalf der Staffel mit 3:07,23 min zum Finaleinzug. Im Mai wurde er bei den World Athletics Relays auf den Bahamas in 3:09,00 min Siebter im B-Lauf in der 2. Qualifikationsrunde über 4-mal 400 Meter für die Olympischen Spiele in Paris und verpasste somit eine Direktqualifikation. Anschließend schied er bei den Afrikameisterschaften in Douala mit 52,01 s in der Vorrunde im Hürdenlauf aus.
In den Jahren 2021 und 2023 wurde Sidibé senegalesischer Meister im 400-Meter-Hürdenlauf.

## Persönliche Bestleistungen
- 400 Meter: 48,09 s, 22. April 2017 in Dakar
- 400 m Hürden: 49,58 s, 4. August 2023 in Kinshasa